# Asarkina eurytaeniata
Asarkina eurytaeniata är en tvåvingeart som beskrevs av Mario Bezzi 1908. Asarkina eurytaeniata ingår i släktet Asarkina och familjen blomflugor. Inga underarter finns listade i Catalogue of Life.